# Karen Young

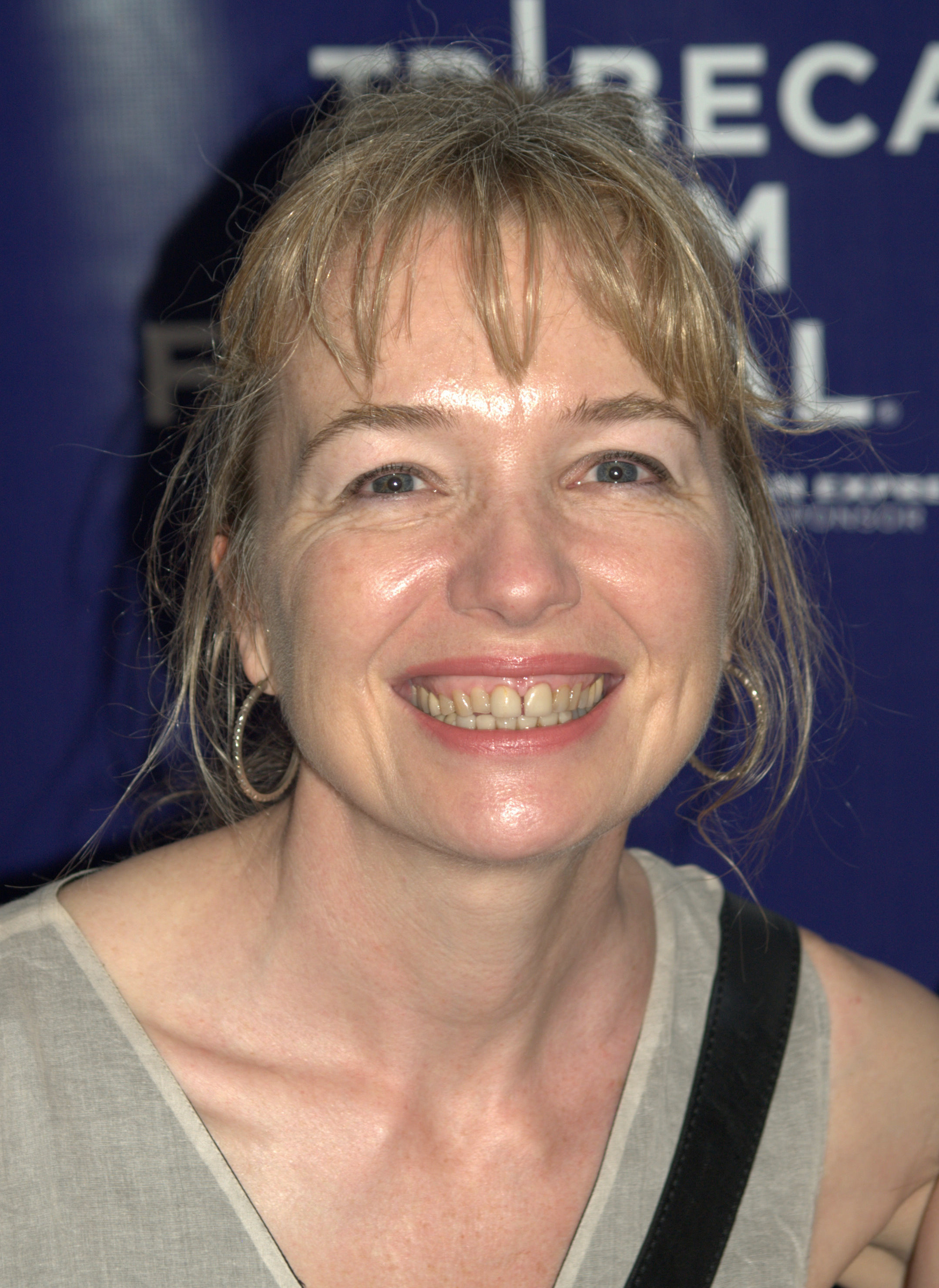
Karen Young em 2009

Karen Young (Pequannock Township, 29 de setembro de 1958) é uma atriz norte-americana.
Atriz de teatro e cinema, trabalhou em sucessos da década de 1980 e filmes independentes e europeus. Seus principais trabalhos no cinema são:
- Deep in the Heart (1983), sua estréia no cinema[2]
- Maria's Lovers (1984)
- Birdy (1984)
- 9½ Weeks (1986)
- Heat (1986)
- Jaws: The Revenge (1987)
- Criminal Law (1988)
- Torch Song Trilogy (1988)
- Hoffa (1992)
- Daylight (1996)
- Conviction (2010)